# Pomník obětem 1. světové války (Kukleny)
Pomník obětem první světové války v Hradci Králové – Kuklenách je válečný pomník, který se nachází na tamním hřbitově. Pomník připomíná 170 padlých během první světové války.
Mohutný pískovcový obelisk byl odhalen 19. července 1925.
Pomník má tvar vysokého pískovcového pylonu, kónicky se zužujícího a nasedajícího na hranolový sokl, který je kromě střídmých ozdob poset jmény desítek padlých občanů (75 z Kuklen, 47 z Pražského Předměstí, 46 ze Svobodných Dvorů, 8 z Plačic a 5 z Vlčkovic), z nichž některá jsou již zničená nebo nečitelná. 
Přední nápis: „Z Kuklen Celba Frant., Česák Václav, Čejka Karel, Čípa Frant., Doležal Fr., Doležal Jos., Duchna Stan., Felcman Václav, Friedrich Fr., Hercig Josef, Matějka Vác., Holeček Vác., Hošek Ant., Hruška Rud., Hula Frant., Chudý Karel, Jareš Josef, Jareš Václav, Kahl Alois, Koníček Vác., Koníček Frant., Kučera Václav, Šulc Vojtěch, Krčmář Otok., Lounek Frant., Ludvík Gust., Matuška Ad., Melan Bohum., Michálek Ant., Němeček Jan., Novotný Jan., Pavlovský Josef, Pytlík Bohum., Pytlík Frant., Šenk Jan.“; nápis na pravé straně: „Z Plačic Daněk Jaros., Divecký Jos., Exner Václav, Formánek Fr., Kubec Josef, Šejvl Jarosl., Hermanský Vác., Morávek Fr.; z Vlčkovic Slabomel Ant., Urban Ant., Zadrobílek Fr., Šejvl Josef, Kubišta Arnošt; z Kuklen Čížek Václav, Frýda Václav, Mach Josef, Malý Josef, Pomezný Ferd., Šejv Jan, Šmíd Josef, Weishaup Vác., Krubder Alois, Rybář Čeněk, Šťovíček Josef, ? Josef, ? Josef, ? Frant., ? Václav, ? …dřich; z Kuklen: Ryšavý Václav, Souček Oldřich, Sýkora Jan, Šalanda Josef, Středulínský Frant., Šanda Václav, Šejvl Jindřich, Šmíd Jan, Šouba Karel, Špalek Josef, Šuchna Vác., Švásta Alois, Švásta Frant., Tomeš Josef, Tolc Augustin, Vejvoda Břet., Veselý Rudolf, Vítek Emil, Vítek Viktor, Vodička Adolf, Voženílek Fr., Zahálka Ant., Kupecký Jos., Zolman Jos.; z Pražského Předměstí: Assman Frant., Dašata Václav, ….a.. ?, ?, ? Jaros., Freund Rud., Götz Bohumil, Hauser Jan, Hejcman Leop., Berger Otto“; zadní nápis: „Z Pr. Předm. …k Arnošt, Polda Bedř., Richter Hynek, …ský Jos., …ka Frant., …ol Karel, … Milan; z Pražs. Předm. Hladík Josef, Holub Bedřich, Horák Antonín, Horský Josef, Janeček Frant., Jareš Jarosl., Kadeřábek Fr., Keprta Frant., Klapka Karel, Koza Josef, Kratochvíl Rud., Krebs Josef, Lejhanec Fr., Marel Frant., Mašek Ant., Novotný Karel, Nyč Rudolf, Pelech Jindř., Prudký Frant., Satranský Jan, Skalický Karel, Smetana Vác., Sachl Jan, Šmíd Josef, Schvaller Jan, Wágner Frant., Váňa Frant., Vrtiška Rud., Winternitz Jos., Toužil Otto, Nypl Ant., Holan Jan“; nápis na levé straně: „Ze Svob. Dvorů Smetana Václav, Souček Fr č. 46, Souček Fr. č. 1, Souček Jan č. 41, Šinták Frant., Těšitel Čeněk, Vlček Ant., Veselka Václav, Vrkoslav Jos., Zeman Frant., Kašpar Vác., Tošovský Jan, Čáslavský Fr., Kejklíček Fr.; ze Svob. Dvorů Bartoníček Jos., Farský Josef, Gregor Karel, Hercig Frant., Horčička Josef, Hynek Frant., Hynek Václav, Hronek Karel, Jahelka Václav, Kašpar Jan, Konečný Josef, Kotvald Josef, Krotil Josef, Křenek Frant., Kvíčera Gust., Luňák Josef, Marel Frant., Marel Josef, Marek Josef, Moník Otokar, Morávek Frant., Mrštík Josef, Mrštík Karel, Novák Josef, Obalil Josef, Plechač Josef, Rigl Frant., Rytíř Čeněk, Rytíř Frant., Rib Václav, Řehák Frant., Socha Josef“). 
Na obelisku je dále nápis: „Památce padlých ve světové válce 1914–1918. Těla vaše kryje dálná cizina, obětí vaší žije naše otčina.“ Horní část obelisku zdobí latinský kříž.
Autorem pomníku byl Vladimír Mertlík z Kuklen. Pomník byl restaurován v roce 2004.  